# River Vale
River Vale ist ein Township im Bergen County, New Jersey, USA. Das U.S. Census Bureau hat bei der Volkszählung 2020 eine Einwohnerzahl von 9.909 ermittelt.

## Geographie
Die geographischen Koordinaten der Stadt sind 41°0'55" nördliche Breite und 74°0'37" westliche Länge.
Nach den Angaben des United States Census Bureaus hat die Stadt eine Gesamtfläche von 11,2 km2, wovon 10,6 km2 Land und 0,6 km2 (5,34 %) Wasser ist.

## Geschichte
Der National Park Service weist für River Vale zwei Häuser im National Register of Historic Places (NRHP) aus (Stand 25. Dezember 2018), das Haring-Blauvelt-Demarest House und das William Holdrum House.

## Demographie
Nach der Volkszählung von 2000 gibt es 9.449 Menschen, 3.275 Haushalte und 2.675 Familien in der Stadt. Die Bevölkerungsdichte beträgt 894,2 Einwohner pro km2. 92,33 % der Bevölkerung sind Weiße, 0,58 % Afroamerikaner, 0,00 % amerikanische Ureinwohner, 5,89 % Asiaten, 0,02 % pazifische Insulaner, 0,43 % anderer Herkunft und 0,74 % Mischlinge. 3,22 % sind Latinos unterschiedlicher Abstammung.
Von den 3.275 Haushalten haben 40,7 % Kinder unter 18 Jahre. 74,1 % davon sind verheiratete, zusammenlebende Paare, 6,0 % sind alleinerziehende Mütter, 18,3 % sind keine Familien, 15,4 % bestehen aus Singlehaushalten und in 7,8 % Menschen sind älter als 65. Die Durchschnittshaushaltsgröße beträgt 2,87, die Durchschnittsfamiliengröße 3,22.
27,2 % der Bevölkerung sind unter 18 Jahre alt, 4,8 % zwischen 18 und 24, 26,5 % zwischen 25 und 44, 28,1 % zwischen 45 und 64, 13,4 % älter als 65. Das Durchschnittsalter beträgt 40 Jahre. Das Verhältnis Frauen zu Männer beträgt 100:93,3, für Menschen älter als 18 Jahre beträgt das Verhältnis 100:89,9.
Das jährliche Durchschnittseinkommen der Haushalte beträgt 95.129 USD, das Durchschnittseinkommen der Familien 105.919 USD. Männer haben ein Durchschnittseinkommen von 77.794 USD, Frauen 39.732 USD. Der Prokopfeinkommen der Stadt beträgt 40.709 USD. 2,8 % der Bevölkerung und 2,4 % der Familien leben unterhalb der Armutsgrenze, davon sind 2,1 % Kinder oder Jugendliche jünger als 18 Jahre und 5,3 % der Menschen sind älter als 65.